# Klub borilnih veščin Slovenske vojske
Klub borilnih veščin Slovenske vojske je klub, ki deluje v Slovenski vojski z namenom rekrutacije perspektivnega kadra SV in omogočiti pripadnikom SV vadbo borilnih veščin v primernem okolju in s sposobnim vodstvom.
Predsednik kluba in asistent glavnega trenerja je Matjaž Dermastja, glavni trener pa mojster karateja Miha Lavrič.

## Borilne veščine
- karate
- jiu jitsu
- aikido
- vojaške borilne veščine